# Leidschenveen (métro de Rotterdam)
Leidschenveen est une station de la ligne E du métro de Rotterdam. Elle est située à Nootdorp, dans le quartier Leidschenveen (nl), district de Leidschenveen-Ypenburg (nl), à La Haye au Pays-Bas.
Mise en service en 2006, dans le cadre du projet RandstadRail, elle est, depuis 2010, desservie par la ligne E du métro de Rotterdam.

## Situation sur le réseau

Plan du métro.

Établie sur un viaduc, la station Leidschenveen, est située sur la ligne E du métro de Rotterdam, entre la station Forepark, en direction du terminus nord La Haye-Centrale, et la station Nootdorp, en direction du terminus sud Slinge,.
Elle dispose d'un quai central encadré par les deux voies de la ligne.